# Кусерг
Кусерг (фр. Coussergues) насеље је и општина у јужној Француској у региону Миди Пирене, у департману Аверон која припада префектури Родез.
По подацима из 2011. године у општини је живело 263 становника, а густина насељености је износила 24,15 становника/km². Општина се простире на површини од 10,89 km². Налази се на средњој надморској висини од 604 метара (максималној 738 m, а минималној 582 m).

## Демографија
| 1962. | 1968. | 1975. | 1982. | 1990. | 1999. | 2011. |
| ----- | ----- | ----- | ----- | ----- | ----- | ----- |
| 255   | 268   | 213   | 210   | 207   | 201   | 263   |

График промене броја становника у току последњих година